# Palácio dos Condes de Óbidos
O Palácio dos Condes de Óbidos, também chamado Palácio da Rocha por estar em cima de um enorme penedo que se via do Tejo, hoje em grande parte arrasado e tapado, foi construído por D. Vasco de Mascarenhas no século XVII, tendo entrada pelo Jardim 9 de Abril (antiga cerca do Convento das Albertas), na freguesia dos Estrela, em Lisboa (Portugal), sendo a actual sede da Cruz Vermelha Portuguesa.
O Palácio dos Condes de Óbidos está classificado como Imóvel de Interesse Público desde 1993.

## História
Em 30 de Junho de 1919, passa a fazer parte do património da Cruz Vermelha Portuguesa, ao ser comprada ao Conde de Óbidos D. Pedro de Melo de Assis Mascarenhas, no tempo do 8.º presidente da CVP o General Joaquim José Machado.
Nessa altura, a área principal estava arrendada ao Club Inglês que passa, com a entrada do novo organismo, para a Academia Portuguesa de História.
Serviu ainda, durante a Segunda Guerra Mundial, de enfermaria a prisioneiros das potências em guerra.
Foi também residência do artista Jorge Colaço, autor de um grande e bom painel de azulejos, exposto no terraço, alusivos à chegada à Terra de Vera Cruz, o Brasil, dos primeiros ocidentais com Pedro Álvares Cabral.
Com a mudança definitiva dos serviços da Sociedade Portuguesa da Cruz Vermelha, o edifício sofre uma completa renovação e decoração.

## Descrição
A entrada tem o brasão de armas supra-coronado, com a coroa do titular.
São muitos e vários os painéis de azulejos e pinturas de fresco. Mesmo a entrada, na fachada principal, está ladeada por seis painéis de azulejos monocromos, tipo século XVIII mas do Coronel Vitória Pereira, desenhados em 1937, com figuras de um fidalgo, um alabardeiro e uma dama. Na sala-de-jantar, similares de painéis da sua autoria representam curiosas cenas palacianas.
O átrio do palácio, ostentando os bustos do rei D. Luís I e da rainha D. Maria Pia, protectores da Cruz Vermelha em Portugal, dá acesso à Biblioteca e às salas.
Na Biblioteca, re-construída após 1935 segundo a concepção de Afonso de Dornelas, destaca-se um grande lustre de cristal, de fabrico na Marinha Grande, suspenso sob uma pintura representando a Paz de Alvalade, em que a rainha Santa Isabel surge montada num burro entre o rei D. Dinis e seu filho D. Afonso IV.
Essa pintura é de Gabriel Constante lateralmente reproduzem a evolução do palácio desde o século XVII ao século XX. Assim como é igualmente autor os azulejos que ornamentam a sala D. João de Castro, alusão dos seus sucessos e triunfo na Índia, que é uma quase cópia das cenas que constam numa célebre e quase contemporânea tapeçaria desse vice-rei português.
Depois temos outras. sedo a primeira a sala do Conselho Supremo ou sala da deusa Diana, sala das Parábolas, sala da Mitologia e sala das Grinaldas, estão decoradas com painéis de azulejos monocromos, com alegorias que aludem a cenas mitológicas, bíblicas e à história do Oriente.
Pelas paredes fixam-se retratos dos presidentes da Cruz Vermelha Portuguesa.
Do outro lado, ainda no interior do palácio, está uma capela dedicada a Nossa Senhora da Conceição, forrada com os seus mais antigos azulejos e ricos em policromia. Assim como tem nela várias inscrições, numa bonita pedra mármore rosa, que apresentam algumas passagens da história do seu passado nobre.
Desde muito cedo, em 1993, foi classificado como imóvel de interesse público e muito do seu aproveitamento tem como fim a organização de eventos sociais e culturais.